# Dolmen Tri-Men (Castello)

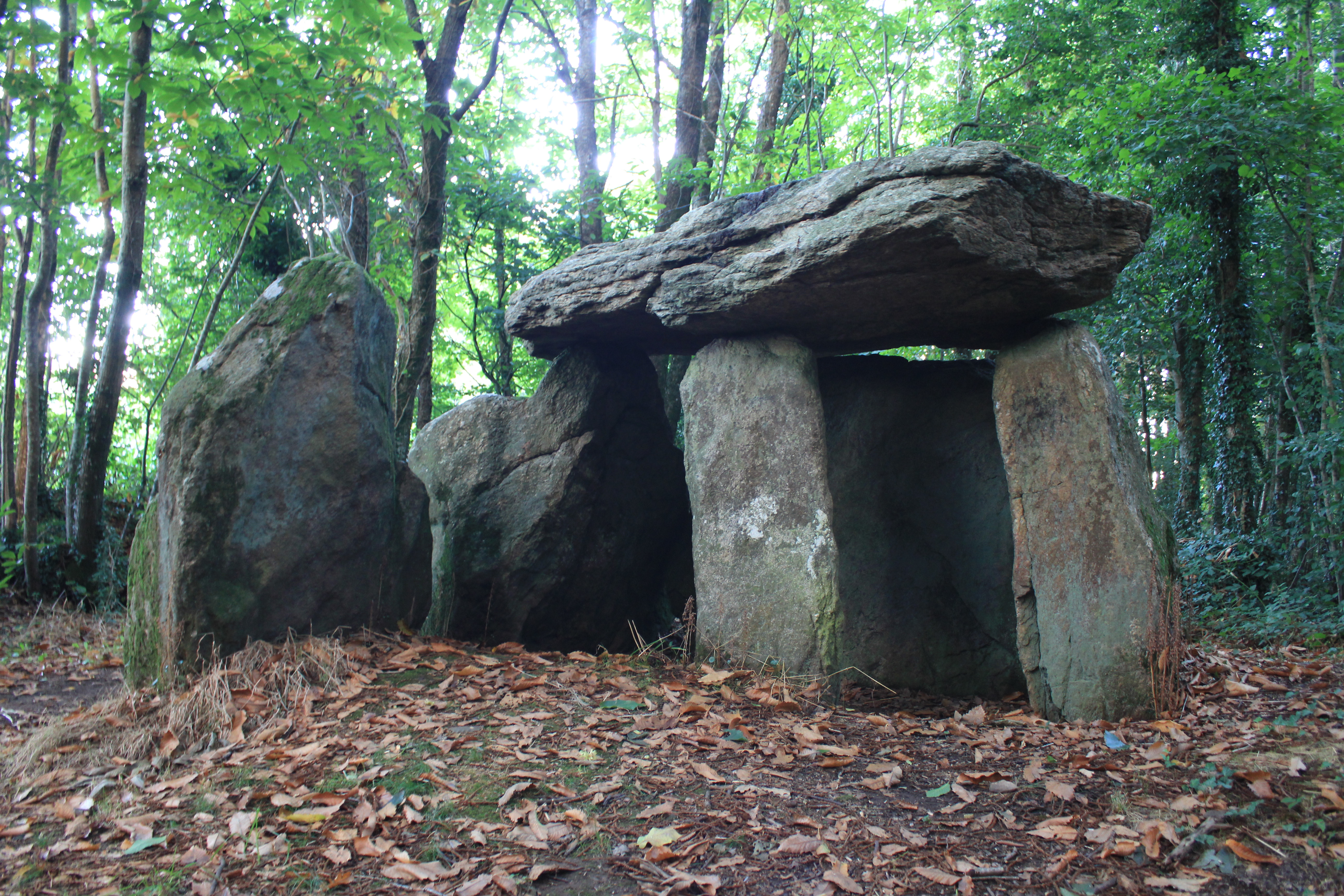
Dolmen de Tri-Men-de-Castello

Der Dolmen Tri-Men von Castello (auch Dolmen de Tri-Men-de-Castello, Dolmen des trois Pierres, oder Les Trois Pierres genannt) ist eine Megalithanlage in einem Wäldchen beim Weiler Castello, südlich der Straße D765, nördlich von Kervignac, zwischen Hennebont und Brandérion im Département Morbihan in der Bretagne in Frankreich. Dolmen ist in Frankreich der Oberbegriff für Megalithanlagen aller Art (siehe: Französische Nomenklatur).
Der Dolmen Tri-Men-do-Castelo ist ein Gangdolmens (französisch Dolmen à couloir), dessen etwa 3,0 × 2,8 m messender Deckstein in etwa 2,0 m Höhe auf dreien der fünf erhaltenen Tragsteine ruht. Er hat Gravuren auf zweien der Tragsteine. Die Kammer ist 1,9 × 1,2 m groß. Der Eingang ist nach Südosten gerichtet. Auf der Süd-West-Seite steht eine Seitenplatte in der gleichen Höhe wie die Tragsteine in situ seitlich ab.
Der Dolmen ist seit 1934 als Monument historique eingestuft.

Dolmen Tri-Men von Castello
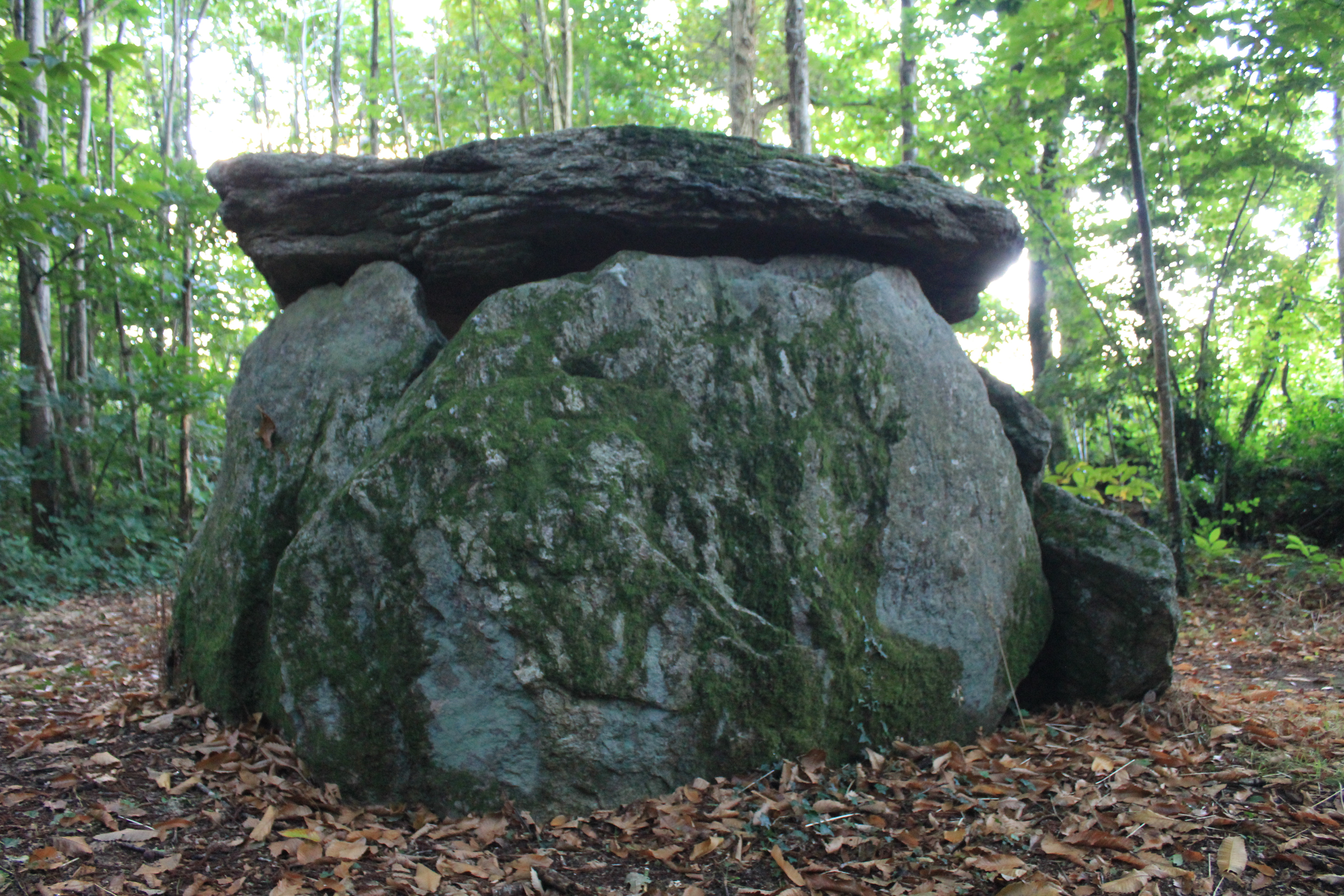
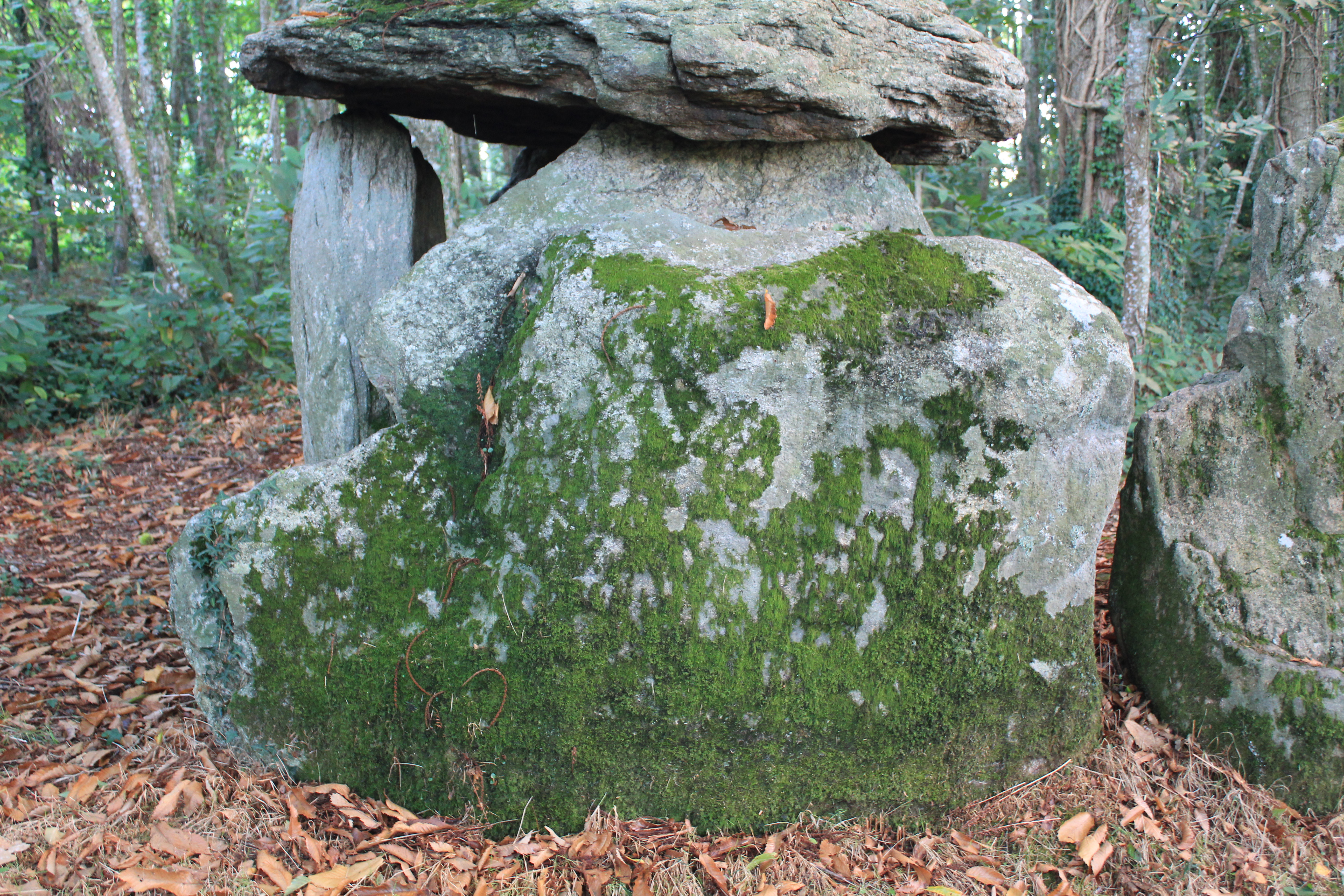
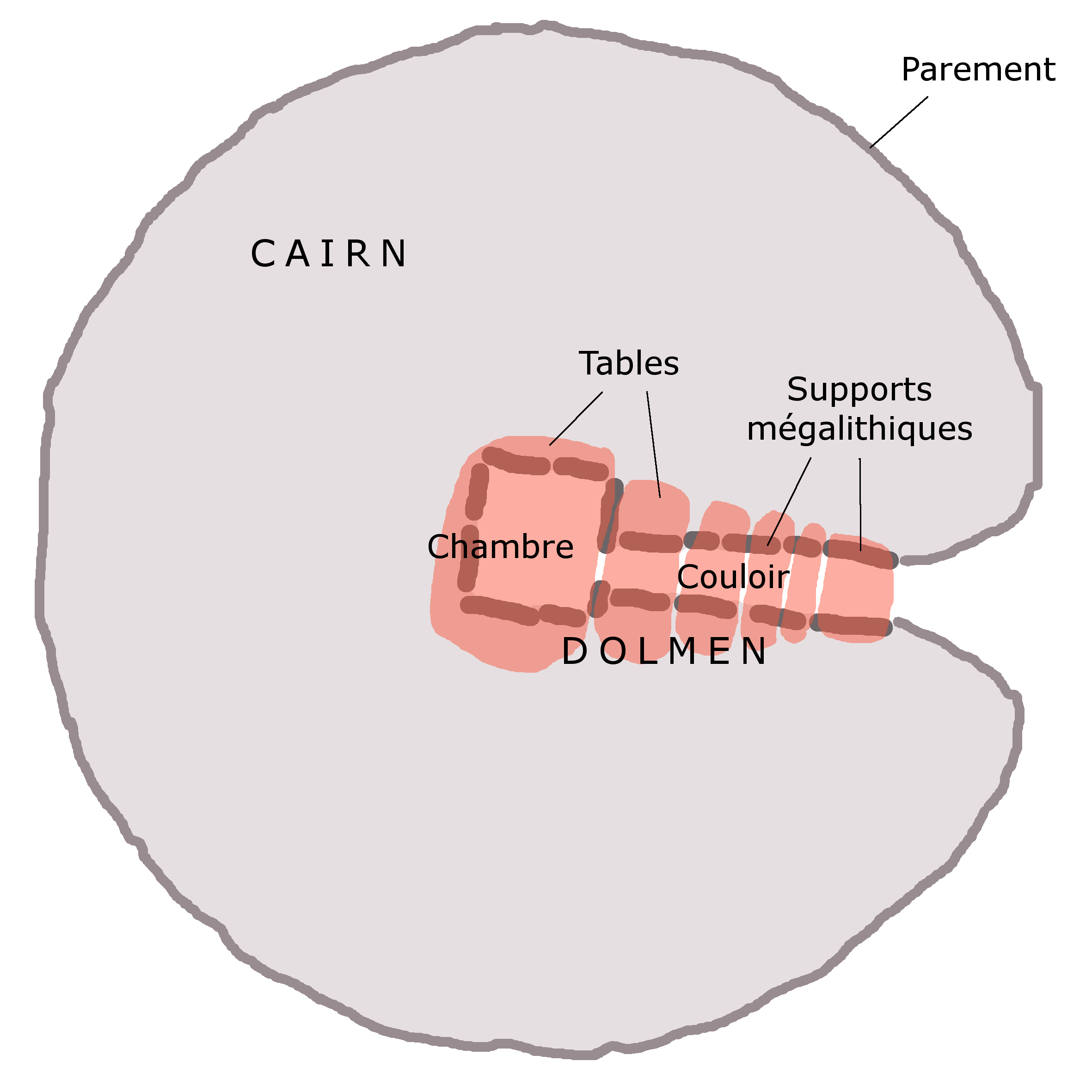
Idealtypischer Gangdolmen
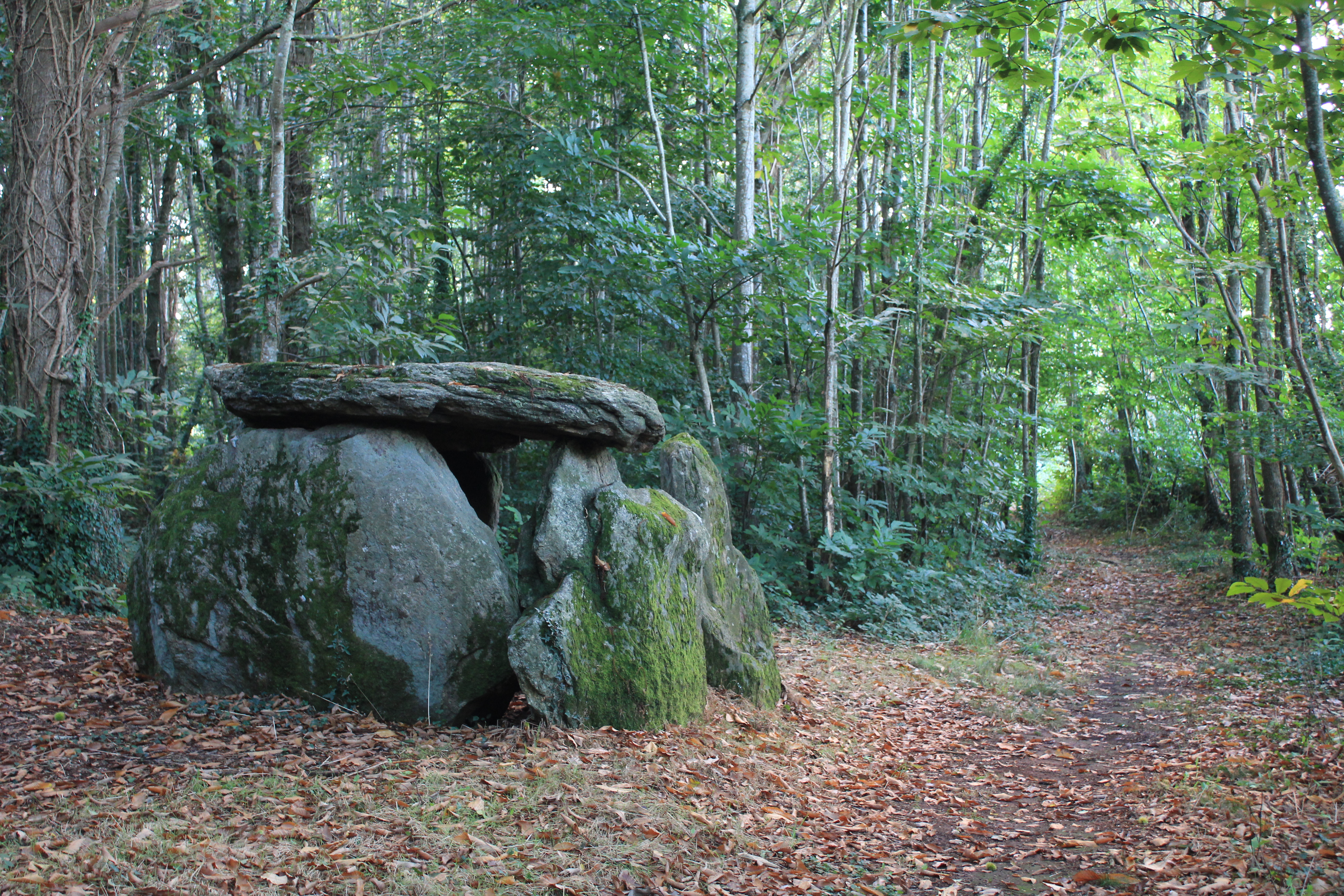
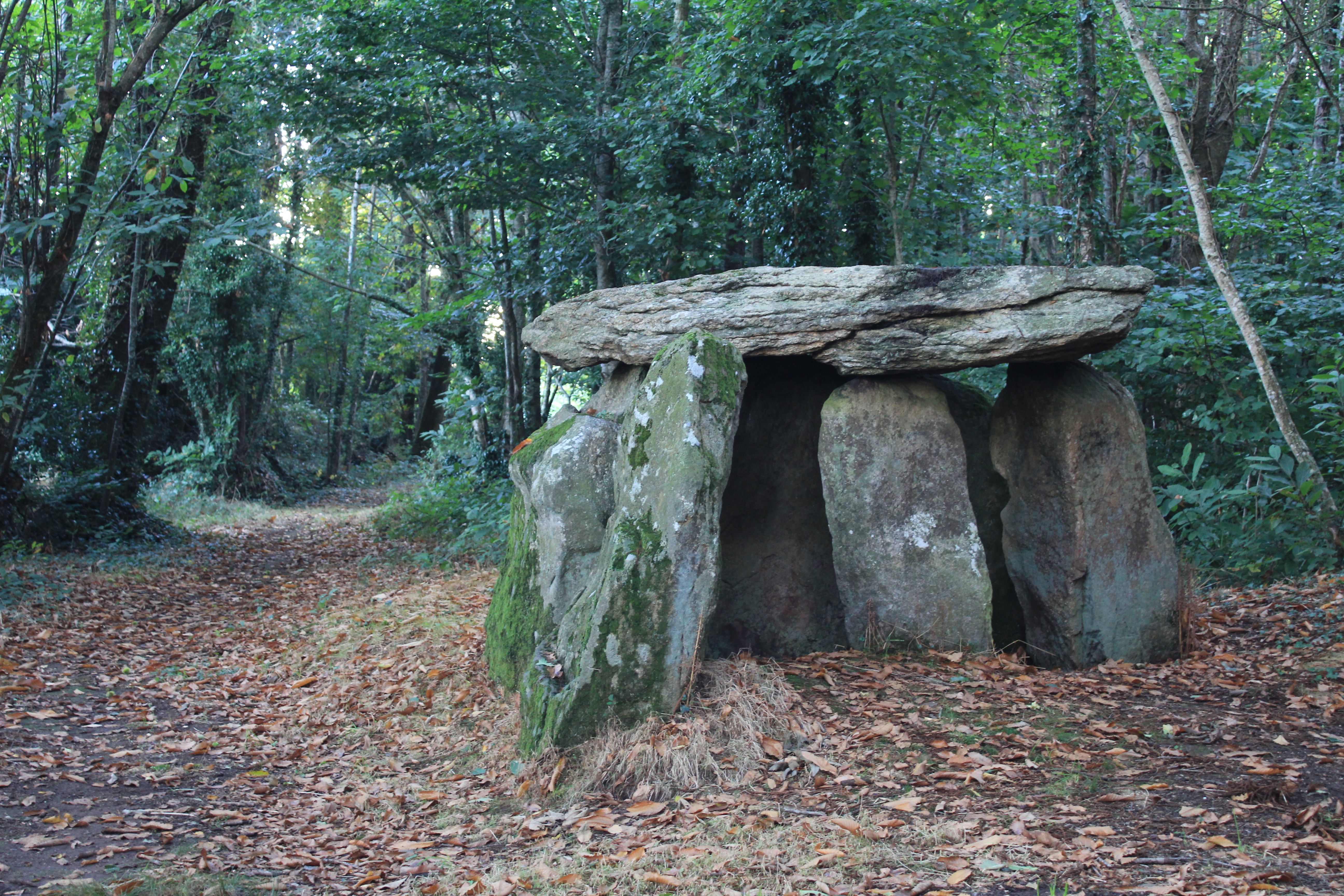